# 石月亮乡
石月亮乡，是中华人民共和国云南省怒江傈僳族自治州福贡县下辖的一个乡镇级行政单位人口，1.1214万（2000年）。
原名利沙底乡，2004年9月30日，《关于福贡县利沙底乡更名为石月亮乡的批复》（云政复[2004]96号），同意福贡县利沙底乡更名为石月亮乡。

## 行政区划
石月亮乡下辖以下地区：
利沙底村、石门登村、米俄洛村、知洛村、扎利村、资古朵村、亚朵村、左洛底村和拉马底村。